# Festival Internacional de Cinema de Sant Sebastià 2001
La 49 edició del Festival Internacional de Cinema de Sant Sebastià va tenir lloc entre el 20 i el 29 de setembre de 2001. Després de la retirada de Diego Galán de la direcció del festival, que havia ocupat entre 1986 i 1989 i entre 1995 i 2000, aquesta va ser la primera edició dirigida per Mikel Olaziregi. Aquesta va estar marcada inevitablement pels atemptats de l'11 de setembre, esdevinguts tan sols nou dies abans de l'inici del certamen, pel que es va veure limitada la seva ressonància mediàtica; es va produir, de fet, una manifesta sequera d'estrelles, entre elles la de Julie Andrews, Premi Donostia 2001 juntament amb Francisco Rabal, qui va morir setmanes abans de l'inici del Festival, a la gala d'inici presentada per Leonor Watling i Edurne Ormazabal.

## Jurat oficial
- Claude Chabrol (President)
- Giuseppe Bertolucci
- Yvonne Blake
- Florinda Bolkan
- Eloy de la Iglesia
- Jorge Edwards
- Sandra Hebron

## Pel·lícules en competició
| Pel·lícula                       | Director                | País                                |
| -------------------------------- | ----------------------- | ----------------------------------- |
| Taxi para tres                   | Orlando Lübbert         | Xile                                |
| Hu die de wei xiao               | He Jianjun              | R.P. de la Xina                     |
| Buñuel y la mesa del rey Salomón | Carlos Saura            | Espanya, Alemanya, Mèxic            |
| En construcción                  | José Luis Guerín        | Espanya                             |
| Juana la Loca                    | Vicente Aranda          | Espanya                             |
| C'est la vie                     | Jean-Pierre Améris      | França                              |
| The Warrior                      | Asif Kapadia            | Regne Unit, Índia, França, Alemanya |
| Escape to paradise               | Nino Jacusso            | Suïssa                              |
| Le vélo de Ghislain Lambert      | Philippe Harel          | França, Bèlgica                     |
| La fuga                          | Eduardo Mignogna        | Argentina                           |
| The Safety of Objects            | Rose Troche             | Estats Units, Regne Unit, Canadà    |
| Lantana                          | Ray Lawrence            | Austràlia                           |
| Last Orders                      | Fred Schepisi           | Regne Unit, Alemanya                |
| Magonia                          | Ineke Smits             | Països Baixos                       |
| La zona grisa                    | Tim Blake Nelson        | Estats Units                        |
| Et rigtigt menneske              | Åke Sandgren            | Dinamarca                           |
| Visionarios                      | Manuel Gutiérrez Aragón | Espanya                             |
| You ling ren jian                | Ann Hui                 | Hong Kong                           |

## Premis
- Conquilla d'Or: Taxi para tres, d'Orlando Lübbert (Chile)
- Premi Especial del Jurat: En construcción, de José Luis Guerín
- Conquilla de Plata al millor director: Jean-Pierre Améris per C'est la vie
- Conquilla de Plata a la millor actriu: Pilar López de Ayala per Juana la Loca
- Conquilla de Plata al millor actor: Düzgün Ayhan per Escape to Paradise
- Premi del jurat a la millor fotografia: Roman Osin per The Warrior
- Premi del jurat al millor guió: Philippe Harel, Benoît Poelvoorde i Olivier Dazat per Le vélo de Ghislain Lambert
- Premi Sebastiane: Le fate ignoranti de Ferzan Ozpetek

## Premi Donostia
- Julie Andrews
- Francisco Rabal
- Warren Beatty